# Samuel Tolver Preston
Samuel Tolver Preston (* 8. Juli 1844; † 1917) war ein englischer Ingenieur und Physiker.

## Leben
Seine Eltern waren Daniel Bloom Preston (* 1807) und Mary Susannah Tolver aus Norwich. Preston wurde zum Telegraphen-Ingenieur ausgebildet. Er ging nach München, wo er 1894 seinen Ph.D. bei Ludwig Boltzmann erwarb. Danach war er als Privatlehrer tätig.
Bekannt wurde er vor allem für seine Arbeiten (1875–1894) zur kinetischen Gastheorie und seine Versuche, diese mit der Le-Sage-Gravitation zu verbinden. 1875 in Physics of the Ether behauptete Preston, dass normale Materie in Ätherteilchen (welche auch für die Gravitation verantwortlich seien) zerfallen könnten. Dabei würden sie Lichtgeschwindigkeit erreichen und damit eine enorme kinetische Energie besitzen. Ein Gran Materie würde auf diese Weise eine Energie von ca. 1000 Millionen foot-tons (wobei ein foot-ton=2240 foot-pounds) freisetzen. Also Materie repräsentiert nach Preston ein ungeheures Reservoir an Energie.
Jedoch fußten Prestons Überlegungen auf der klassischen Physik und sind mit der von Albert Einstein entwickelten Äquivalenz von Masse und Energie nicht zu vergleichen.
Preston (1885) dürfte der Erste gewesen sein, der die Redundanz in Michael Faradays Erklärung der elektromagnetischen Induktion kritisierte. Einstein hat ein ähnliches Problem am Beginn seiner Arbeit Zur Elektrodynamik bewegter Körper (1905, die Spezielle Relativitätstheorie) aufgezeigt.
1876 korrespondierte er mit James Clerk Maxwell und wies ihn auf die Arbeit von John James Waterston hin. 1880 korrespondierte er mit Charles Robert Darwin.

## Schriften
- Physics of the ether; 1875
- On some dynamical conditions applicable to LeSage’s theory of gravitation (1877); Phil. Mag., fifth ser. 4: 206-213 (pt. 1) and 364-375 (pt. 2)
- Mode of the Propagation of Sound, and the Physical Condition Determining its Velocity on the Basis of the Kinetic Theory of Gases; (1877)
- Temperature Equilibrium in the Universe in Relation to the Kinetic Theory; Nature 20, 1879, p. 28
- On the Possibility of accounting for the Continuance of Recurring Changes in the Universe, consistently with the Tendency to Temperature-Equilibrium; Philosophical Magazine 8, 1879, p.152/163.
- On the possibility of explaining the continuance of life in the Universe consistent with the tendency to temperature-equilibrium; Nature 19, 1879, p. 460/462
- On method in causal research; in: Philosophical magazine, ix (1880), S. 356–367
- A Question regarding one of the Physical Premises upon which the Finality of Universal Change is based; Philosophical Magazine 10, 1880, p. 338/342.
- Science and sectarian religion; in: S. T. Preston, Original essays; London, 1884, S. 19–51.
- Ueber das gegenseitige Verhältniss einiger zur dynamischen Erklärung der Gravitation aufgestellten Hypothesen; Inauguraldissertation von 1894, München, Phil. Fak.
- Comparative Review of some Dynamical Theories of Gravitation; Philosophical Magazine 1895, Vol. 35, p. 145ff.
- On Certain Questions connected with Astronomical Physics; Philosophical Magazine 1906, Vol. 12, p. 560ff.
- On Certain Questions connected with Astronomical Physics, Part II; Philosophical Magazine 1907, Vol. 14, p. 265ff.
- On some Physical Relations affecting Matter in Diverse Stages of Subdivision; Philosophical Magazine 1908, Vol. 16, p. 345ff.